# Villa Pavoncelli
Villa Pavoncelli è una storica villa di Napoli; è sita in zona panoramica nel quartiere Posillipo.
Le strutture, dal 1975, sono adibite a condominio. L'edificio in questione ingloba la Casa del conte di Frisio, il luogo che, nell'Ottocento, ha ospitato la celebre osteria "Lo Scoglio di Frisio".